# Argyrops
Argyrops é um género de peixes pertencentes à família Sparidae.
As espécies desse género podem ser encontradas nas costas do Oceano Índico e perto da Austrália.
Espécies:
- Argyrops bleekeri Oshima, 1927
- Argyrops caeruleops Iwatsuki & Heemstra, 2018
- Argyrops filamentosus (Valenciennes, 1830)
- Argyrops flavops Iwatsuki & Heemstra, 2018
- Argyrops megalommatus (Klunzinger, 1870)
- Argyrops notialis Iwatsuki & Heemstra, 2018
- Argyrops spinifer (Forsskål, 1775)